# Christian Martinez
Pour les articles homonymes, voir Martinez.
Pas d'image ? Cliquez ici

a Compétitions nationales et continentales officielles uniquement.

Christian Martinez, né le 5 janvier 1951 à Tarbes (Hautes-Pyrénées), est un joueur français de rugby à XV évoluant au poste de demi de mêlée. Il se reconvertit ensuite en tant qu'entraineur.
Connu sous le surnom de « Tine », il évolue notamment sous le maillot du Stadoceste tarbais. Il entraîne par la suite la Section paloise, le Stadoceste tarbais, le FC Lourdes, le CA Bègles Bordeaux et l'US Dax.

## Biographie

### Jeunesse et formation
Christian Martinez naît le 5 janvier 1951 à Tarbes. Il commence la pratique du rugby à XV au Stadoceste tarbais. Martinez remporte la coupe Cadets Gaudermen en 1968 face à l'AS Montferrand et  la Coupe René Crabos en 1970 face à La Rochelle.

### Carrière de joueur
Christian Martinez commence sa carrière au Stadoceste tarbais en 1969. En 1972-1973, il quitte le Stado pour rejoindre le FC Grenoble, avant de retourner au bercail la saison suivante.
Martinez porte également les couleurs du FC Auch et du RRC Nice.

### Carrière d'entraîneur
Après sa carrière de joueur, il continue à s'investir dans le rugby en devenant entraîneur de la Section paloise. Martinez prend ensuite les rênes de son club de toujours, le Stadoceste tarbais. Il tente ensuite une brève parenthèse au FC Lourdes puis au Cercle amical lannemezanais, avant de tenter l'aventure en Gironde, au CA Bègles Bordeaux en 2000.
Martinez entraîne ensuite dans les Landes avec l'US Dax, aux côtés de Jean-Philippe Coyola à partir de 2003, pendant deux saisons.
En 2008, il prend brièvement la tête du Tarbes Pyrénées rugby, sans pouvoir éviter la descente de Pro D2.  Martinez devient ensuite le directeur sportif du club de 2008 à 2019.